# Intervizija
Invervizija, uradno Mednarodna radijska in televizijska organizacija (uradno ime v francoščini: Organisation Internationale de Radiodiffusion et de Télévision ali OIRT (pred letom 1960 Organisation Internationale de Radiodiffusion (OIR)) je bila vzhodno in srednjeevropska radiodifuzna mreža. Članice leta 1946 ustanovljene organizacije so bile Bolgarija, Češkoslovaška, Nemška demokratična republika, Finska, Madžarska, Avstrija, Poljska, Romunija in Sovjetska Zveza, ki so izmenjevale informacije, prispevke in oddaje. OIRT je leta 1992 prenehala z delovanjem, njene članice pa so se pridružile zvezi EBU, kateri so se že leta 1950 pridružile nekatere nekdanje članice OIRT. Leta 1950 so Intervizijo zapustile Belgija, Egipt, Francija, Italija, Libanon, Luksemburg, Monako, Maroko, Nizozemska, Tunizija in Jugoslavija. 